# Photoscotosia cupha
Photoscotosia cupha là một loài bướm đêm trong họ Geometridae.